# 陈楚楠
陈楚楠（英語：Tan Chor Lam，1884年—1971年9月21日），原名连才、连材，别号思明洲之少年，祖籍中国福建厦门（今中华人民共和国福建厦门），是著名南洋华侨。其于1884年生于新加坡，1971年于南洋去世。少时与兄合营橡胶产业，并且成为早期新加陂、马来亚橡胶种植业的名人。

## 生平

### 青年
1898年，清末资产阶级维新派发起维新运动，陈楚楠作为一名朴素的爱国青年，也支持维新派所引导的“保皇派”。陈楚楠也与新加坡的维新派领袖邱菽园交往密切，阅读闽《清议报》、《新民丛报》、《开智报》等刊物，深受其影响，曾参加林文庆、邱菽园组织的“好学会”，声援维新派的立宪活动。孙中山先生创立近代第一个革命团体兴中会后，亦在海外华侨聚居区建立分会。
1901年，尤列受中山先生指令前往新加坡，设立名为“中和堂”的革命机关，宣传“驱逐鞑虏、恢复中华、创立联合政府”，召唤华侨转向中山先生的革命旗帜下。后陈楚楠通过阅读《苏报》、《革命军》、《黄帝魂》等革命书刊，思想逐渐倾向革命，放弃保皇立场，转而追随孙中山先生投身反清革命。他常以“思明州之少年”的笔名在新加坡《天南新报》及香港《中国日报》上发表文章，抨击清政府，略抒其愤懑。之后，陈楚楠在尤列的支持下，与志同道合的侨胞张永福、林义顺等，建起了“小桃园俱乐部”，商议何以建立民主共和之中国。

### 追随孙中山
光绪二十九年(1903年)夏，上海发生“苏报案”，陈楚楠与张永福等人以“小桃源俱乐部”名义致电英国驻沪领事，请援保护国事犯条例，勿将章炳麟、邹容引渡给清廷，以重人权。不久，陈楚楠等人又集资翻印邹容的《革命军》5000册，改名《图存篇》，由黄乃裳携带回国，到粤东、福建一带散发。
光绪三十年(1904年)初，陈楚楠与张永福合资创办《图南日报》。陈楚楠亲任报社经理，陈诗仲为主编，聘请革命党人尤列为名誉编辑。尤列在发刊辞中鼓吹反清革命，该报成为南洋华侨最早的革命喉舌。孙中山大为赞赏，表示愿意与陈楚楠等人相会。同年六月，孙中山由欧洲取道新加坡赴日本，致电尤列，约《图南日报》主持人相见。轮船停泊新加坡时，尤列便介绍陈楚楠、张永福、林义顺等人登船见面。经陈楚楠等人到警厅担保，孙中山得以上岸到小桃源俱乐部聚会，商谈组织革命团体事宜。
光绪三十二年(1906年)六月，孙中山再次来到新加坡，于“晚晴园”召开大会，成立中国同盟会新加坡分会，陈楚楠被选为会长。起草了相关章程后，举行入会仪式。遵照中山先生言传身教，逐一宣誓成会员。陈楚楠首先起立，举起右手，以庄严神态、口气宣誓：“联盟人，陈楚楠，当天发誓，驱逐鞑虏，恢复中华，创立民国，平均地权，矢信矢忠，有始自卒，如或渝此，任众处罚。”
同盟会新加坡分会就此宣告成立，陈楚楠任会长，会址就设在晚晴园。东南亚华人社会之有革命党的正式组织，即从此时始。
《图南日报》出版不到2年因经费不足而停刊。两个月后，陈楚楠再度联合张永福合股创办《南洋总汇报》，由于招股时审查不严，致使报社股东内部产生矛盾。在拆股时，陈楚楠失去继承权，《南洋总汇报》沦为保皇党的机关报。
光绪三十三年(1907年)七月十二日，陈楚楠与张永福、林义顺等人重新筹办《中兴日报》在新加坡出版，由田桐、王斧任编辑。不久，即与保皇党控制的《南洋总汇报》展开革命与君主立宪的大论战。光绪三十四年(1908年)三月以后，《中兴日报》发行量猛增4000多份，同盟会的革命主张在华侨中广泛传播。
自光绪三十三年至三十四年(1907～1908年)，同盟会在广东、广西和云南3省多次发动武装起义。陈楚楠均积极筹款助饷。黄冈起义首领余既成败退香港九龙，被清吏诬告入狱。陈楚楠等筹集诉讼费用几百元，在新加坡聘请大律师兜安氏前往辩护，后获胜出狱。云南河口之役失败，义军将士韦公卿等900多人被越南政府遣送出境，新加坡政府不准他们登岸，后由陈楚楠等出面担保，才得以入境。陈楚楠又在郊区蔡厝港开设“中兴石山”(采石场)予以安置，另有不少人被介绍到槟榔屿、吉隆坡、吡叻各埠的工厂、农场、矿山就业。
宣统二年(1910年)，陈楚楠联合一批同盟会会员，创立同德书报社，宣传革命思想。次年福建光复后，省库空虚，地方不靖，民心不安。福建筹饷局总办黄乃裳通电南洋华侨要求援助。陈楚楠以新加坡同盟会老会长身份，与福建会馆共同召开大会，成立以陈嘉庚为会长的福建保安会，在1个月内募得新加坡币20多万元，汇回福建，安定危局。

### 民国年间
1912年（民国元年）3月，上海成立华侨联合会，副会长吴世荣欲赴南洋组织华侨公会，遂推举陈楚楠为代理副会长，主持日常工作。陈楚楠上任后，开设华侨公寓，代办华侨所需事务，并在《国民新闻》辟专栏报道海外华侨动态，增进国内民众对海外侨胞的了解。
陈楚楠一直不忘孙中山先生所提出的振兴女子教育一事，并于1917年（民国6年），同张永福(Teo Eng Hock)、庄希泉等人发起创办“新加坡公立南洋女子中学”，即今天的“新加坡南洋女子中学校 （页面存档备份，存于）”。  并担任第一任董事会主席。同年，到广州谒见孙中山，受聘为军政府参议。自1921年起，陈楚楠在福建任职，除担任省政府委员外，一度兼任实业厅长，计划创办银行，开发矿产和水产资源。由于当时日本帝国主义将福建划为其势力范围，处处加以掣肘，加上军阀混战，政局动荡，无法施展其抱负，遂于1933年返回新加坡。此后息影家园，不闻外事，不再参与政治活动。
1939年，吉隆坡华侨陈占梅到新加坡，认为“晚晴园”是南洋华侨革命策源地，具有历史意义，就与陈楚楠商议，买回重新修葺，陈楚楠大力促成，于民国29年元旦落成开幕。陈楚楠发表《晚晴园与革命史略》一文，传诵一时，成为南洋同盟会的重要文献之一。
汪精卫政權在南京成立，张永福出任国府委员和中央监察委员，企图罗致陈楚楠去南京任职，被拒绝。
1971年9月21日，陈楚楠在新加坡逝世。

## 艺术形象

### 影视剧
- 2015年 新加坡电视剧《星月传奇》 第2集出场